# Mark Andrews (cineasta)
Mark Andrews (Los Angeles, California, 12 de septiembre de 1968) es un animador, director y guionista estadounidense. Es conocido por la película Indomable, de 2012, de Pixar. Fue el supervisor de Los Increíbles, dirigió el cortometraje El hombre orquesta y co-escribió los cortometrajes de Jack-Jack Attack y El hombre orquesta.
Andrews estudió animación en el Programa de Animación de Personajes (Character Animation Program) en el Instituto de las Artes de California. Después de eso fue uno de los cinco que consiguieron una pasantía en Disney, pero fue despedido después de tres meses. También se les considera la mano derecha de Brad Bird. Algunas de sus películas estudiantiles han sido presentadas en la exposición del MoMA. A diferencia de la mayoría de los exalumnos de CalArts (Instituto  de las Artes de California), no era un gran fan de las películas de Disney, y afirmaba ser un gran fan de animaciones como Kimba el León Blanco, Speed Racer, y Robotech.
Es el padre de Maeve Andrews, que puso la voz a Jack-Jack Parr en Los Increíbles. Andrews reemplazó a Brenda Chapman como directora de Indomable (2012). Ambos fueron acreditados como directores, y ganaron en 2013 el Premio Óscar a la mejor película de animación.
Desde enero del 2013, está escribiendo y dirigiendo otra película original para Pixar.

## Filmografía
- 1994, Cadillacs y Dinosaurios: El segundo catalizador(1994) (animador) (Videojuego)
- 1997, Diente suelto (guionista de animación)
- 1998, La espada mágica, en busca de Camelot (artista de guion gráfico)
- 1999, El Gigante de Hierro (diseñador y artista de guion gráfico)
- 2001, Osmosis Jones (encargado de la historia y del guion gráfico)
- 2001, Samurai Jack (artista de guion gráfico y escritor) (televisión)
- 2002, Spider-Man  (artista de guion gráfico)
- 2003, Star Wars: The Clone Wars (escritor) (televisión)
- 2004, Los Increíbles (encargado de la historia, desarrollo visual y voces adicionales)
- 2005, Jack-Jack Attack (cortometraje) (historia)
- 2005, Mr.Increíble y amigos (cortometraje) (artista de guion gráfico)
- 2005, El hombre orquesta (cortometraje) (director y escritor)
- 2006, Cars (artista de guion gráfico adicional)
- 2007, Ratatouille (supervisor de la historia)
- 2007, Violet (cortometraje) (director)
- 2009, TRACY (promotor comercial)
- 2010, The Quest (cortometraje) (coescritor y segundo director de unidad)
- 2012, John Carter (coescritor y director de segunda unidad)
- 2012, Indomable (director, coescritor y equipo creativo superior)
- 2012 La leyenda de Mor'du (cortometraje, productor ejecutivo)
- 2013 Monstruos University (equipo creativo superior)
- 2015 Del revés (equipo creativo superior)
- 2016 El libro de la selva (agradecimiento especial)

## Premios y distinciones
Premios Óscar
| Año  | Categoría                  | Película           | Resultado |
| ---- | -------------------------- | ------------------ | --------- |
| 2006 | Mejor cortometraje animado | El hombre orquesta | Nominado  |